# Älgar
Älgar (Alces) är ett släkte partåiga hovdjur och de största nu levande hjortdjuren. Populationerna listades fram till mitten av 2000-talet som en art med varierande antal underarter. Efter flera fylogenetiska studier delas taxonet av de uppdaterade publikationerna i två arter, europeisk älg (Alces alces) och amerikansk älg (Alces americanus).
Älgar förekommer i norra Europa, Asien, och Nordamerika. Utöver sin storlek känns älgar igen på den hos hanarna stora flertaggade kronan. De förekommer vanligtvis i löv- och blandskog i tempererat till subarktiskt klimat. Älgar har haft ett mycket större globalt utbredningsområde men jakt och annan mänsklig aktivitet har reducerat populationen genom historien. Arterna lever av växtdelar, som blad och vattenväxter. Till skillnad från de flesta hjortdjuren så lever älgar till största delen ensamma. De är dagaktiva och förflyttar sig stora sträckor per dygn. Älgar är oftast sävliga och rör sig långsamt men kan vid fara förflytta sig mycket snabbt och också uppvisa aggressivitet. De parar sig om hösten då hanar kämpar om specifika kor. Älgar ses som viktiga jaktvilt på många platser runt om i världen.

## Namn
I amerikansk, australisk och nyzeeländsk engelska kallas älgen moose, i brittisk engelska säger man elk. I amerikansk engelska syftar elk på wapitihjorten.[källa behövs] På Sri Lanka avser man med elk sambarhjorten. Även jättehjorten kallas för Irish elk på engelska.

## Systematik

### Inre systematik

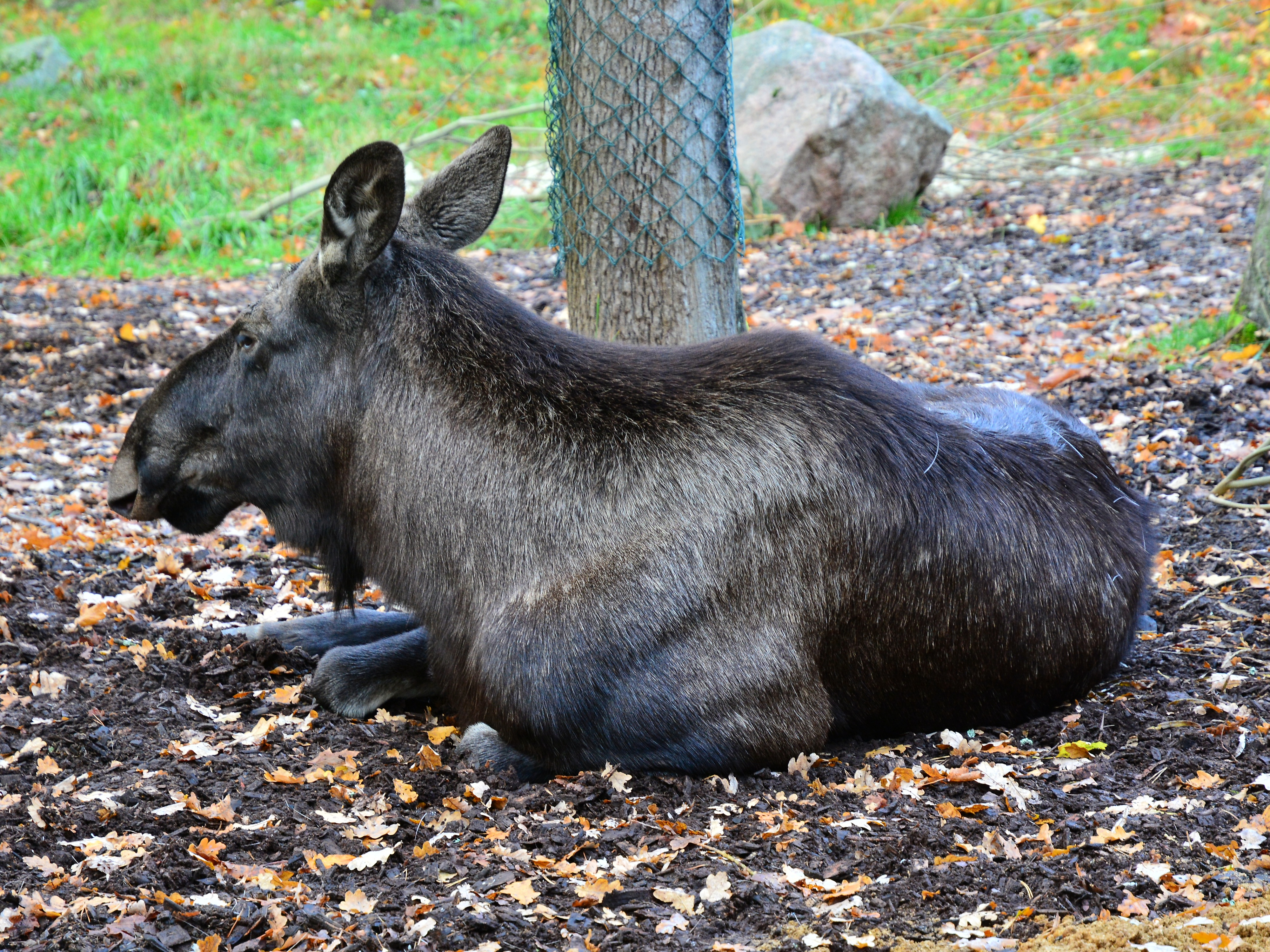
Europeisk älg
(Alces alces).

Under historien blev många underarter beskrivna och taxonomin diskuteras hela tiden. Två omfattande fylogenetiska studier (Geist 1998, Boyeskorov 1999) kom till slutsatsen att europeisk älg (Alces alces) och amerikansk älg (Alces americanus) utgör två olika arter. Denna argumentation följs av Grubb i standardverket Mammal Species of the World (2005), av Internationella naturvårdsunionen (IUCN, sedan 2008) och av flera andra nyare publikationer. Taxonen har en bred hybridiseringszon som sträcker sig från centrala Sibirien till norra Yttre Mongoliet. Ett visst tvivel angående uppdelningen i två arter kvarstår.
Urval av beskrivna underarter, bland annat efter Mammalian Species, No. 154:
- Europeisk älg (Alces alces)
  - Europeisk älg, nominatform (Alces alces alces) - Skandinavien, Polen, Baltikum, Ryssland väster om Ural
  - Jakutskälg (Alces alces pfizenmayeri) - västra delen av Sibirien
  - † Kaukasusälg (Alces alces caucasicus) - Kaukasus. Utrotad på 1800-talet.
- Amerikansk älg (Alces americanus)
  - Östkanadensisk älg (Alces americanus americanus) - östra Kanada, Maine, New Hampshire, Vermont, Massachusetts, Rhode Island, Connecticut, och norra Delstaten New York.
  - Kamtjatkaälg (Alces americanus buturlini) - östra delen av Sibirien
  - Amurälg (Alces americanus cameloides) - runt floden Amur, Mongoliet
  - Yellowstoneälg (Alces americanus shirasi) - nordvästra USA
  - Västkanadensisk älg (Alces americanus andersoni) - västra Kanada, Minnesota
  - Alaskaälg (Alces americanus gigas) - Alaska, Yukon

### Yttre systematik
Bland de partåiga hovdjuren räknas älgar till familjen hjortdjur. Inom familjen hjortdjur tillhör släktet underfamiljen Capreolinae som förekommer med särskilt många arter i nya världen. Medlemmar i underfamiljen Capreolinae har bara rudimentära mellanhandsben (os metacarpalis) vid andra och femte tån av framfoten. Älgar förekommer i nya världen såväl som i gamla världen.

### Evolution

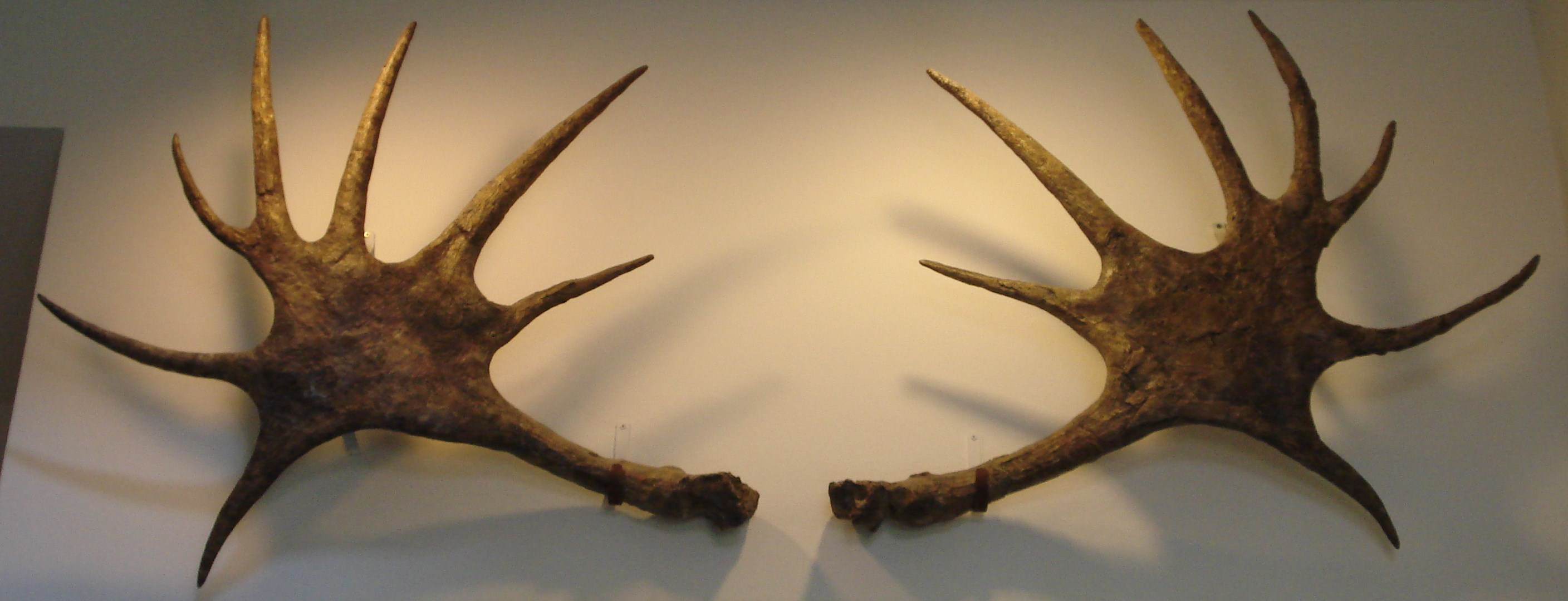
Horn från Alces (Cervalces) latifrons, en urtida älg som möjligen utvecklades till den moderna älgen (Alces).

Älgar (Alces) är bland de stora däggdjuren, ur ett evolutionärt perspektiv, ett ungt släkte. De äldsta fossilen från släktet Alces är två miljoner år gamla och de äldsta fossil man funnit av Alces alces är inte mer än 100 000 år gamla. Däremot separerades underfamiljen Capreolinae, som älgar tillhör, från de andra hjortdjurens evolutionära utvecklingslinjer för 9-12 miljoner år sedan. Fylogenetiska studier indikerar att den närmaste anfaderna till alla dagens älgar inom släktet Alces levde i området kring Sacha i Centralasien för 60 000 år sedan. Studier visar också att det framförallt har förekommit två distinkta populationsökningar av älg i Eurasien, vilka inträffade för 59 000 och 14 000 år sedan, vilket överensstämmer med perioder av varmare nedisningsklimat. Vid slutet av pleistocen vandrade ett fåtal individer över en landbro från Östasien till Nordamerika. Jordens nedisning medförde torrläggningen av Berings hav och flera andra havsområden. Samtidig ersattes för cirka 12 000 år sedan den förhärskande mammutstäppen i norra Asien med skog. Innan landbron sjönk under vattenytan hade älgarna etablerad sig i Nordamerika men populationen konkurrerade ett tag med ett liknande släkte, Cervalces. Arten Cervalces scotti dog ut för cirka 11 500 år sedan.

## Utseende

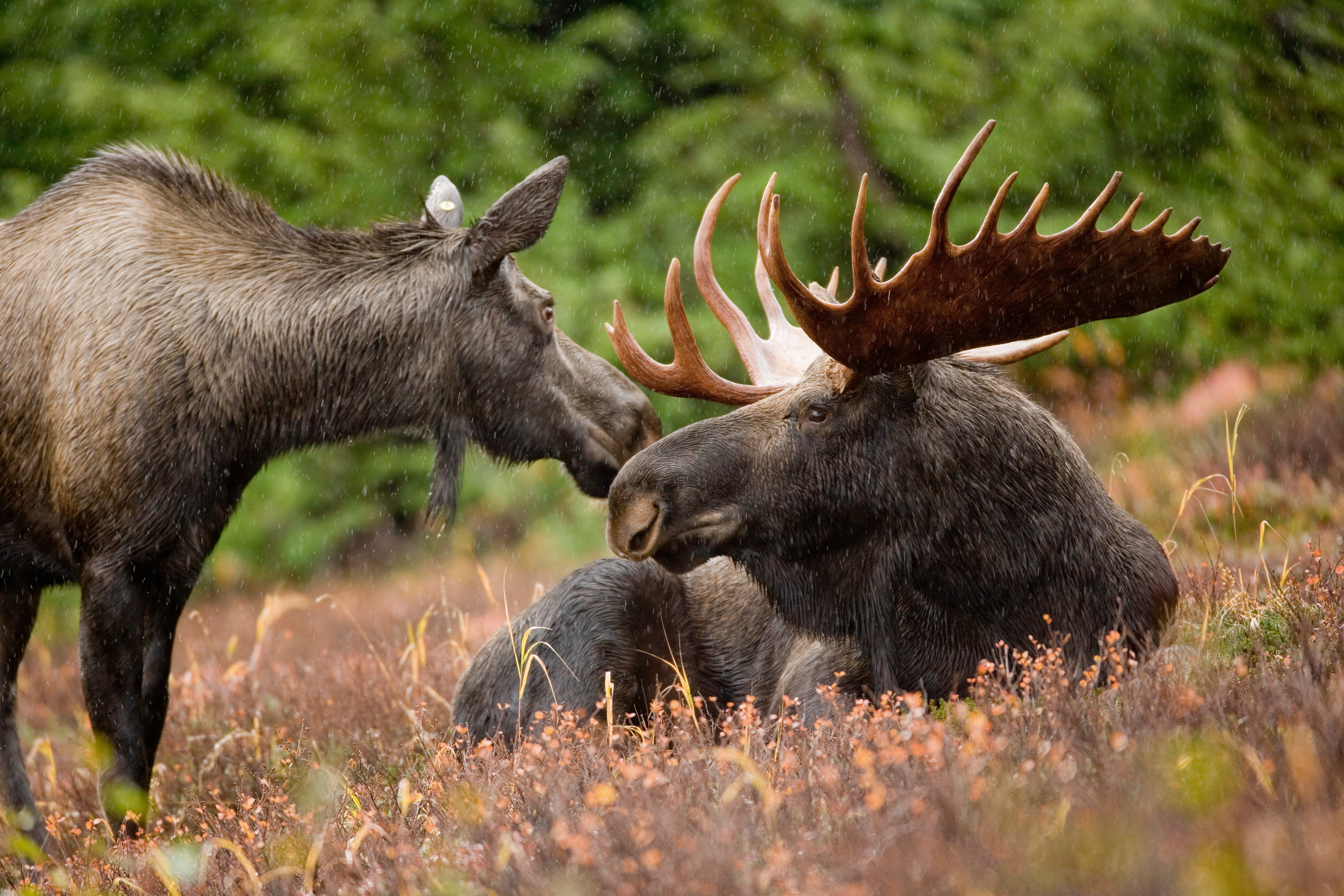
Manliga älgar benämns älgtjur och bär horn större delen av året. Kvinnliga älgar benämns älgko och får inte horn.

Älgarnas storlek varierar beroende på könet, arten, underarten och miljön som älgen lever i. Till exempel blir älgarna i Norrland generellt större än älgarna i södra Sverige. I Sverige har en älgko vanligen en mankhöjd mellan 150 och 170 cm, en älgtjur mellan 180 och 210 cm. Som mest kan en älgtjur uppnå en mankhöjd på 230 cm. Vikten på hösten ligger för en älgko på cirka 270 till 360 kg och för en tjur på omkring 380 till 540 kg. Stora älgtjurar kan väga 600–700 kg och de tyngsta kända älgtjurarna vägde nära 800 kg. En nyfödd kalv väger cirka 15 kg, men redan samma höst vanligen mellan 120 och 150 kg. Underarten A.a. gigas från Alaska är den största underarten och tjurarna av denna underart kan väga över 700 kg.
Älgar har en uttalad könsdimorfism; tjuren är avsevärt (omkring tjugo procent) större än kon. Skillnaden kommer dock till uttryck först vid fem–sex års ålder då den är mycket tydlig. Denna ålder är det dock ovanligt att en tjur uppnår i Sverige nu för tiden då jakttrycket är högt på tjurar och medelåldern generellt låg. Kor som uppnått en ålder på över femton år är däremot inte så ovanliga.
Ett säkert sätt att avgöra kön när tjuren inte bär horn är att titta på baken på älgen, kon har en väl synlig vit strimma runt könsorganet.
Vid födseln är älgkalvens fäll rödbrun. På vuxna djur varierar fällens färg från rödbrun via gråbrun till svartbrun. Under vintern bleker den ut lite. Benen är ljusare och har kortare hår än den övriga fällen.

### Vita älgar

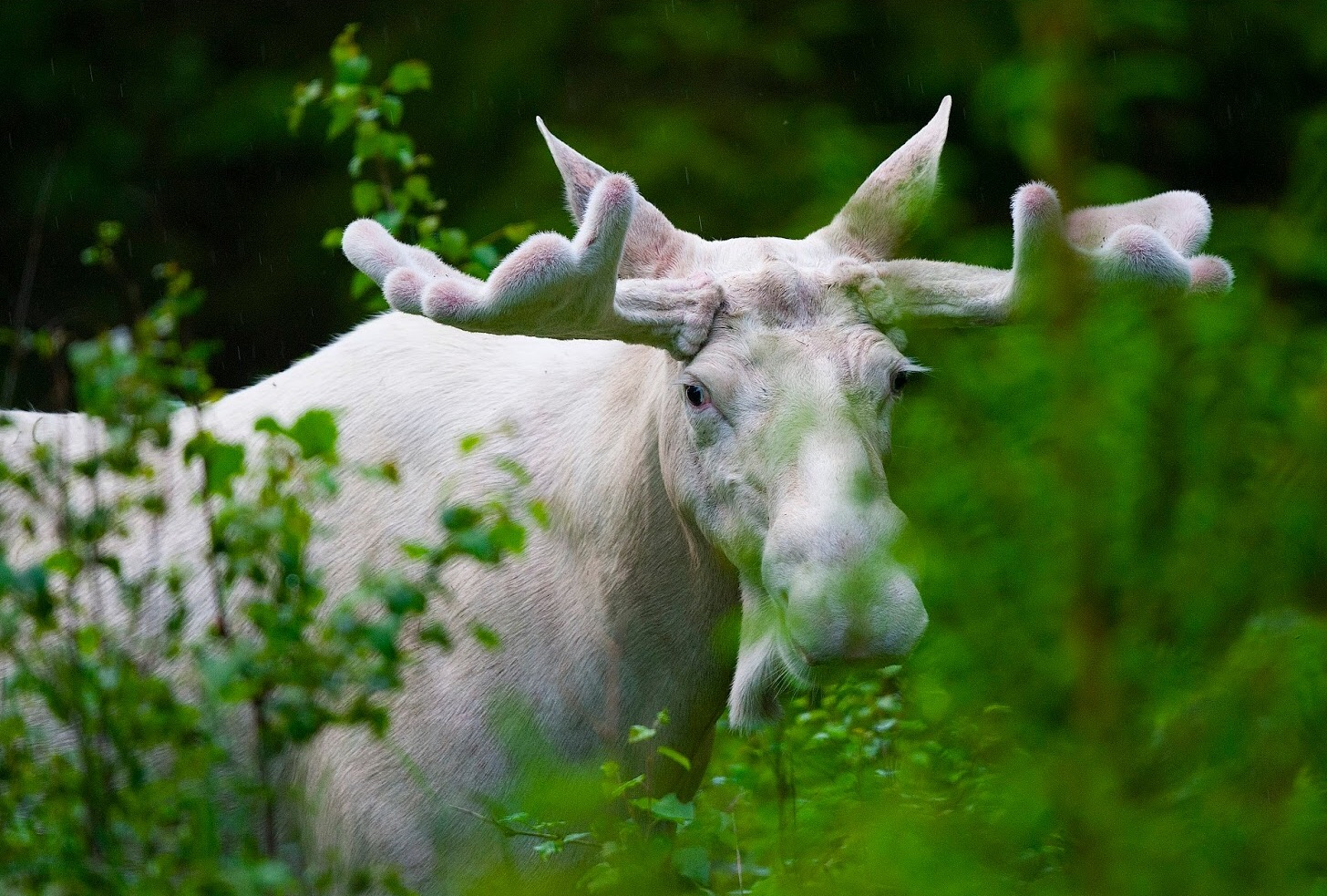
Vit älg fotograferad i Norge

Sällsynt förekommer det vita älgar och antalet uppskattas till 20-100 i Sverige med flera i västra Värmland och över gränsen in i Norge. Absoluta merparten av dessa är leucistiska, vilket innebär att den har partiell eller fullständig brist på eumelanin eller feomelanin och detta resulterar i individer som antingen är ljusare, delvis vita eller helvita. Det genetiska anlaget för leucism är sannolikt recessivt, vilket innebär att anlaget måste finnas hos både tjuren och kon för att kalven ska bli vit.

### Horn
Som hos andra hjortdjur (med undantag för renen) är det endast handjuret som bär horn. Hornen börjar som små bastklädda rosenstockar hos älgkalven på hösten det första levnadsåret, som kan urskiljas som små bulor bakom ögonen. Vid 2 års ålder anlägger tjuren ofta enkla spetsar till horn, så kallat "cykelstyre". Vanligen är tjurens horn som störst vid mellan 6 och 12 års ålder, då benämns tjuren "kapital", varefter de sedan går på retur, då hornen minskar i storlek och taggantal. Älgens horn finns i två typer, stång- eller grenhorn (cervina horn) och skovelhorn (palmata horn). De senare kan spänna över nästan två meter. Älgtjurar med cervina horn är vanligast i södra Sverige, medan skovelhorn är vanligare i norra Sverige.

### Horncykel
Älgarna fäller sina horn varje år och de nya hornen växer ut från rosenstocken bakom ögonhålan, och deras växtcykel styrs av könshormon och tillväxthormon. Hornen börjar växa tidigt på våren, och medan de växer skyddas de av basthud som är fylld med blodkärl och förser dem med näring medan de växer. Tillväxten går mycket fort, och uppmätningar har visat att hornen kan växa upp till en tum per dygn (cirka 2,5 cm). I skiftet augusti/september är hornen färdigutvecklade, och basthuden torkar. Tjuren skrapar hornen mot buskar och träd (fejar) för att få bort basthuden, som under några dygn kan hänga i stripor runt huvudet. Man tror att tjuren brukar äta upp basthuden för att tillgodogöra sig näringen. Hornen som fejas mot trädstammar och buskar får sedan en brun färgton av kåda och smuts. Under brunsten i september-oktober används hornen för uppvisning och även strider mellan tjurarna. När brunsten slutar brukar hornen sitta kvar fram till under vintern. De fälls vanligen i januari eller februari, men tidpunkten kan variera från november för äldre tjurar ända fram till april för ungtjurar.

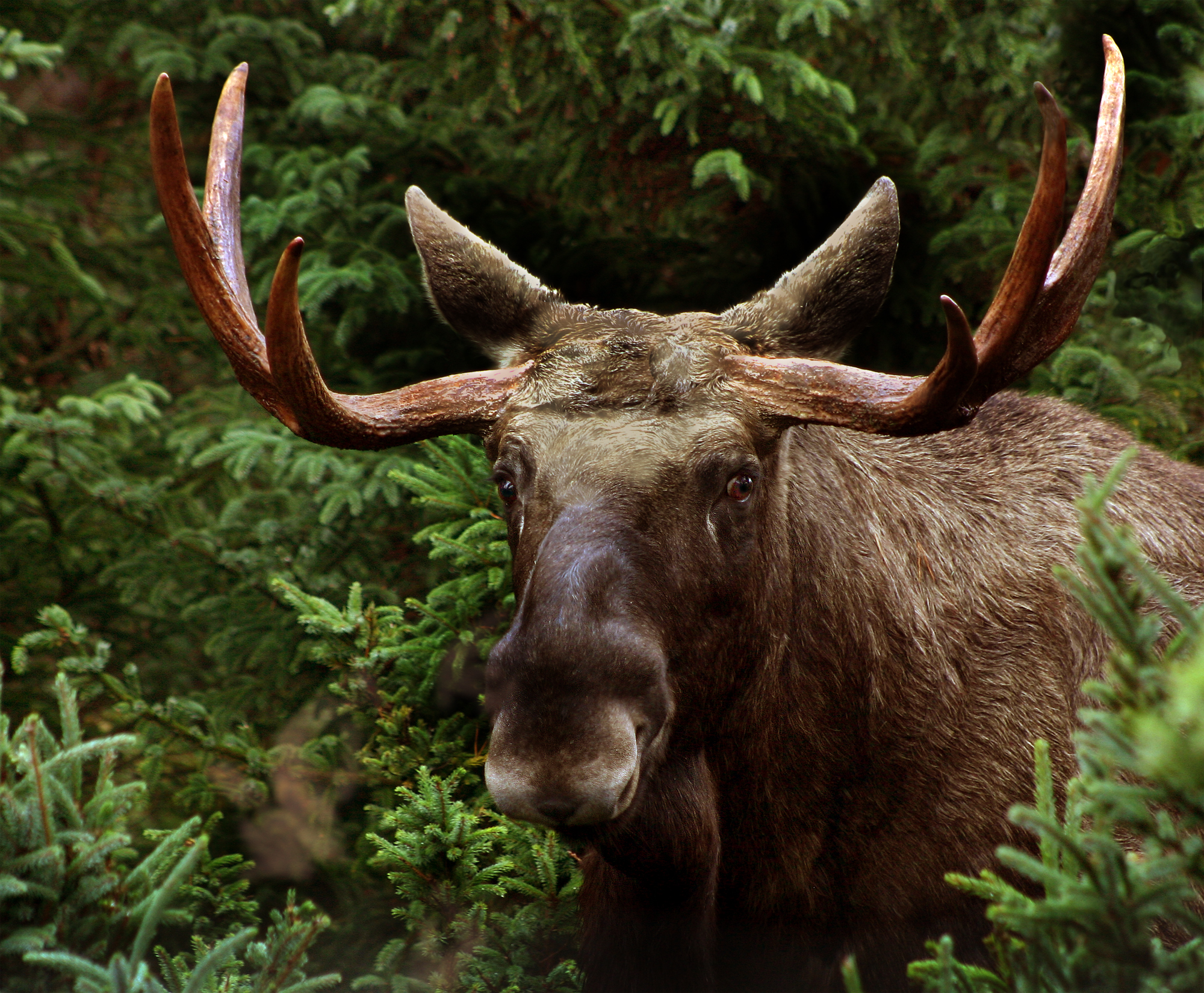
Älgtjur med stånghorn.
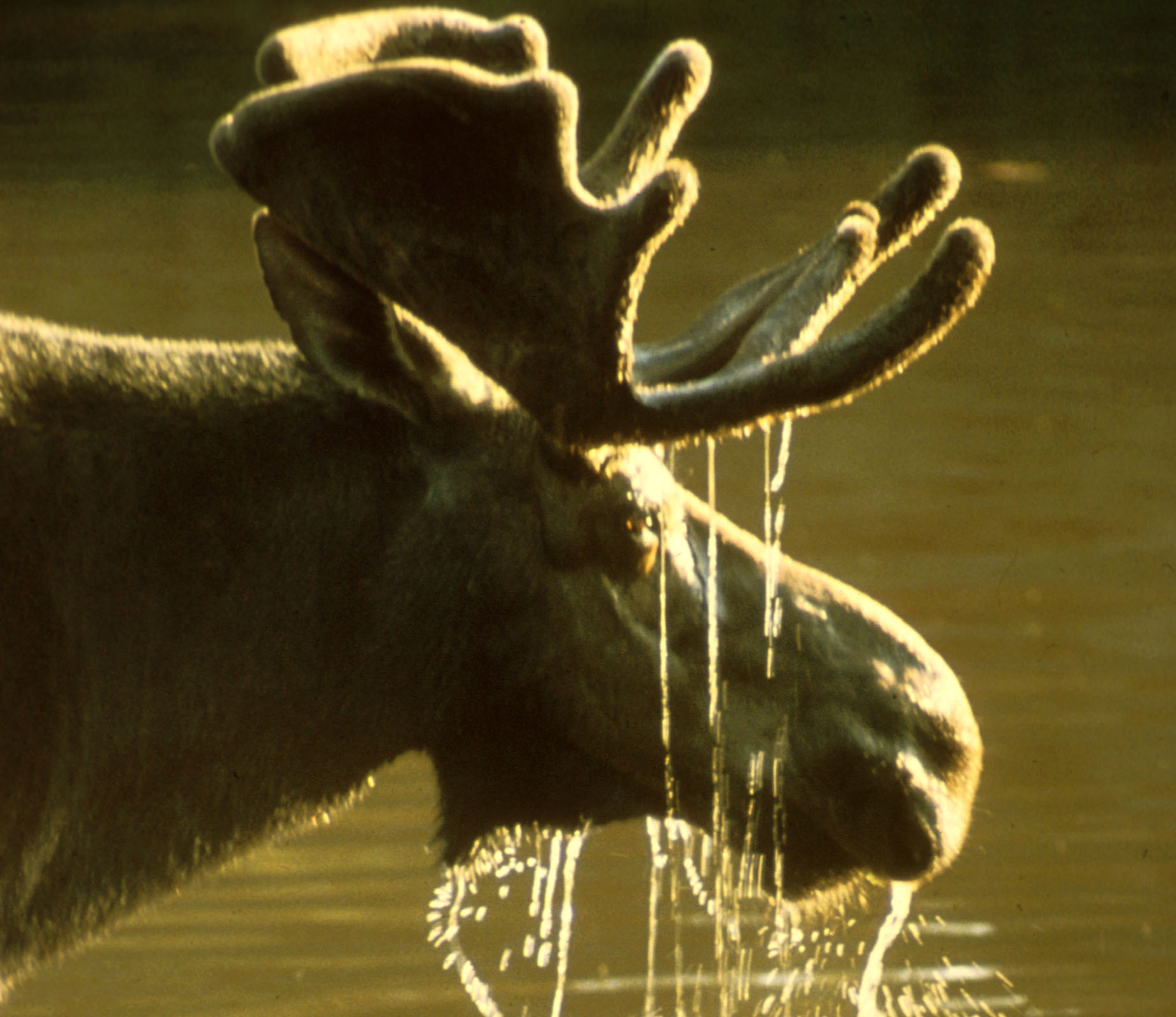
Älgtjur i en sjö. Hornen är under utväxt och omslutna av den ludna basthuden.
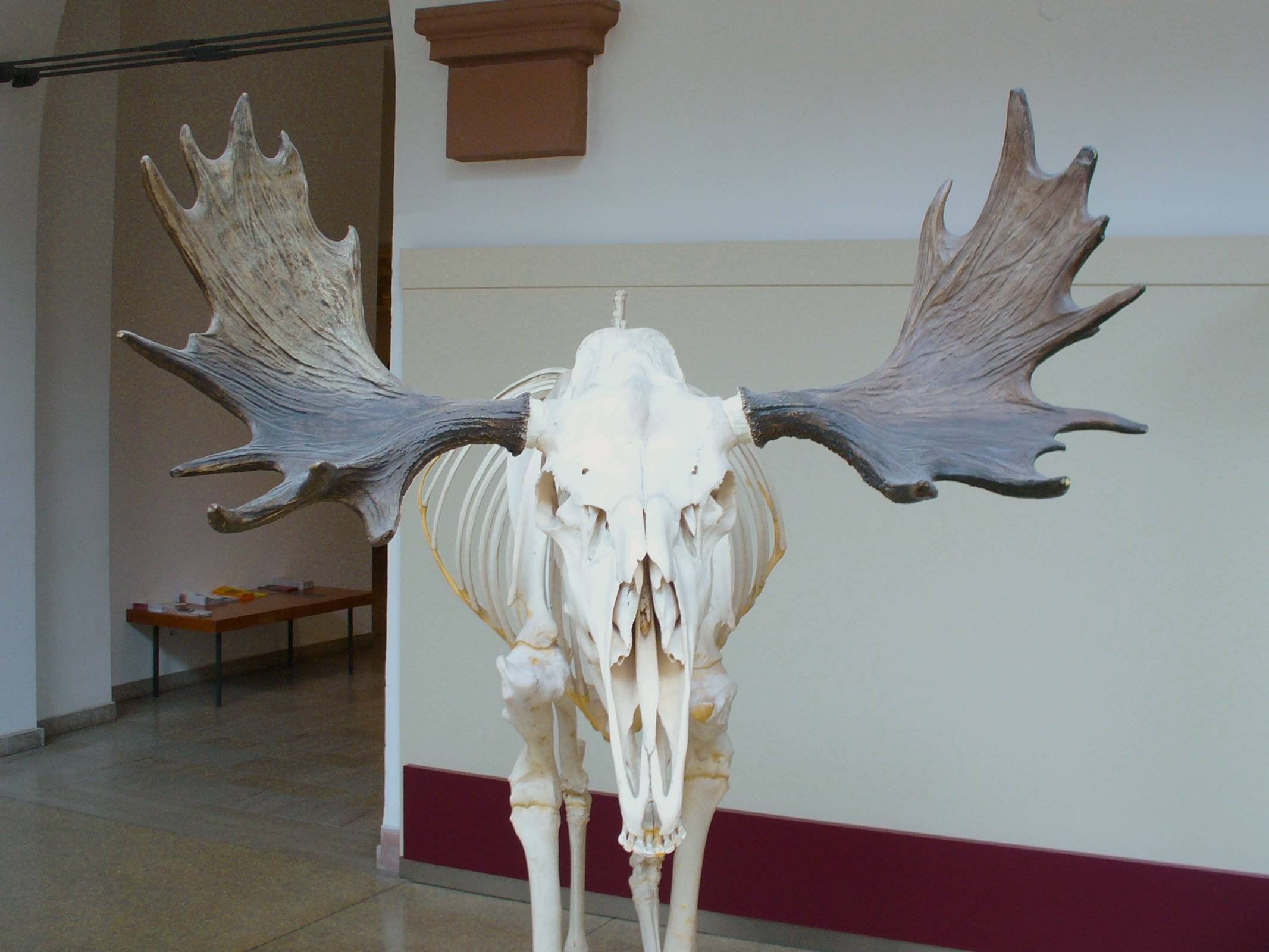
Skelett av älgtjur med väl utvecklade skovelhorn (udda tjugotaggare).
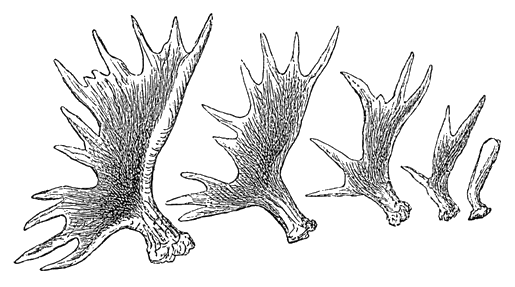
Utvecklingsfaserna av älghorn
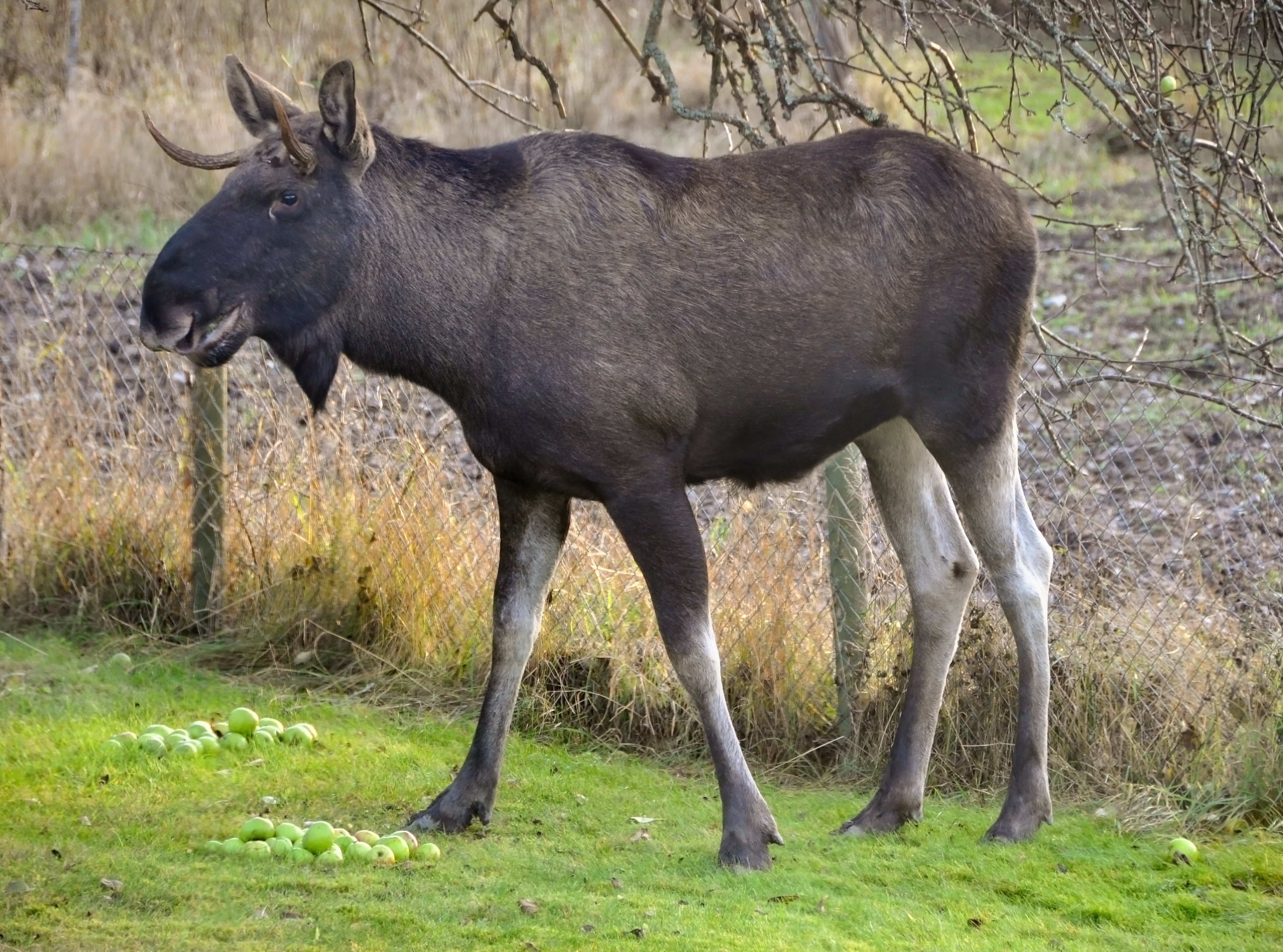
Ung älgtjur i november.

## Utbredning
Älgar förekommer främst i taigaområdet som sträcker sig över Europa, Asien och Nordamerika.

### Europa

Vägmärket A19-1 (Varning för älg) är ett svenskt vägmärke som används i större utsträckning runt om i Sverige på grund av Sveriges stora älgpopulation.

Stora europeiska älgpopulationer finns idag främst i Finland, Norge, Sverige och de baltiska staterna. Älgen är även vanlig i Rysslands europeiska del, dessutom finns smärre bestånd i Polen, Belarus och Tjeckien. Under historisk tid fanns arten även i större delar av Centraleuropa. På vissa platser i Centraleuropa håller älgen på att återta sina ursprungliga levnadsområden.

### Asien
I Asien lever arterna bland annat i Mongoliet och Manchuriet. De saknas däremot på Kamtjatka, Sachalin och Kurilerna. Allmänt utgör Stilla havet utbredningsområdets östra gräns på kontinenten. Älgarnas levnadsområde förändras påfallande dynamiskt. Under början av 1800-talet försvann älgarna från stora delar av södra Ryssland. Utbredningsområdets södra gräns flyttades på så sätt nästan 1 000 km norrut. Orsaken till förändringen är inte fastslagen då skogsområdena där den europeiska älgen förekom fanns kvar. Det antas att artens tillbakagång i de nämnda områdena berodde på ökat jakttryck.
Sedan mitten av 1700-talet användes läder av älgskinn för ryska arméns uniformer. Det ändrades efter mitten av 1800-talet och efteråt ökade älgens bestånd i södra Ryssland igen. Utbredningsområdets södra gräns flyttades åter 500 till 600 km söderut. Älgbeståndet i Kaukasus, som vissa beskriver som underarten A. a. caucasicus, dog ut i början av 1800-talet. Under 1900-talet har andra populationer av älg återbesatt området.

### Nordamerika
I Nordamerika är älgar vanligast i Kanada samt centrala och västra Alaska. De förekommer även i stora delar av New England och delstaten New York, i Klippiga bergen, i nordöstra Minnesota, Wisconsin samt i Michigan vid de Stora sjöarna. Isolerade populationer lever i bergstrakter av Utah Wyoming och Colorado.
Älgar introducerades 1878 och 1904 på Newfoundland, de är numera de dominerande hovdjuren på ön.

### Nya Zeeland
I början av 1900-talet flyttades dessutom flera individer till Nya Zeeland, till exempel till Fiordland nationalpark och till regionen kring Hokitika men populationen dog troligen ut. Den sista bekräftade iakttagelsen gjordes 1952. Horn från en älg hittades 1972 och hår som upphittades 2002 tillskrevs efter DNA-tester likaså älgen. Därefter ökades sökandet. Medan automatiska kameror misslyckade med att ta avgörande fotografier, hittades märken av viloplatser och från horn som fejades mot träd.

## Ekologi

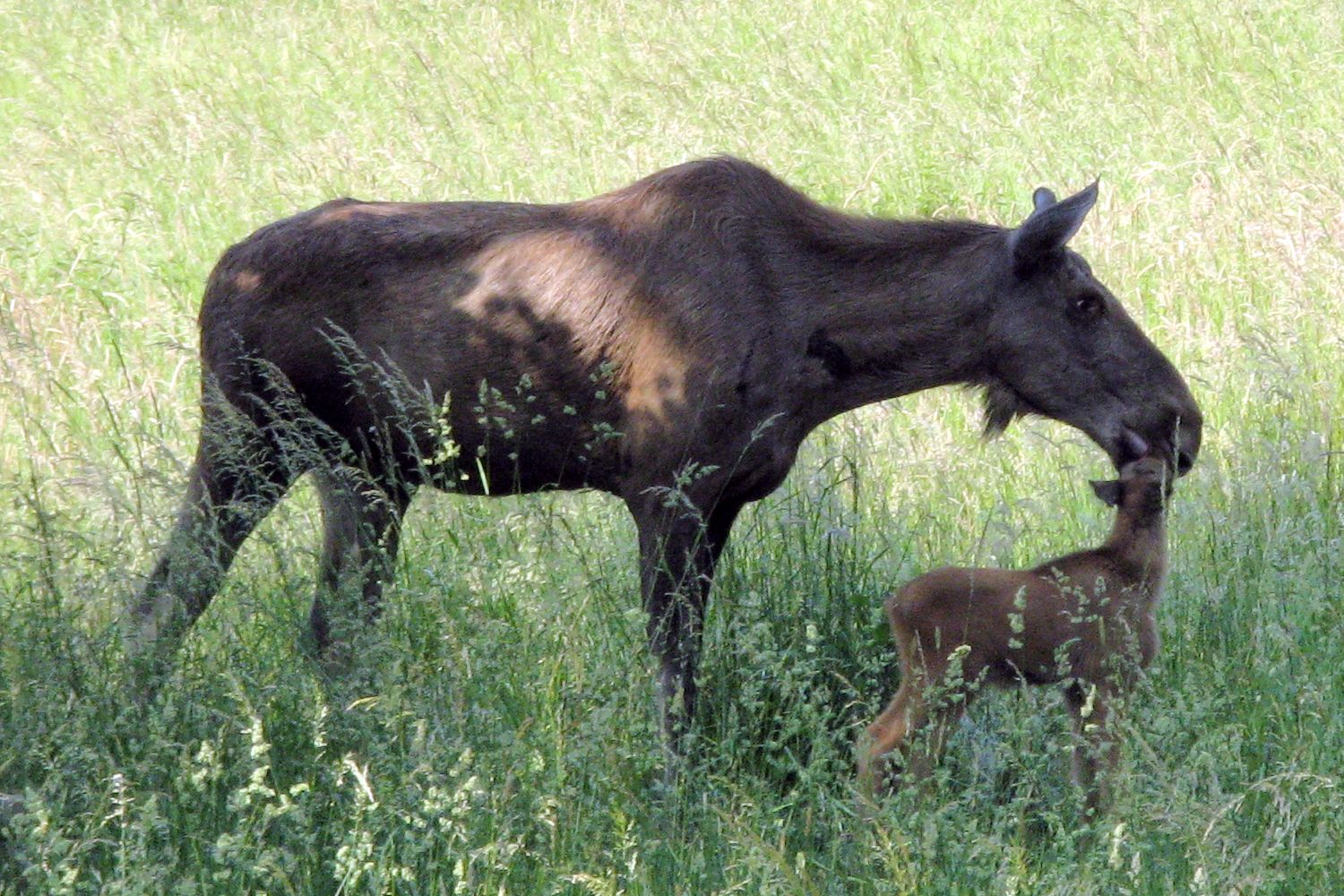
Älgko med kalv.

Älgar förekommer i skogsmark och trivs i miljöer med sjöar och våtmarker. De lever huvudsakligen ensamma och är dagaktiva. Vanligtvis har älgar en långsam gång men vid fara kan djuret nå en hastighet av 56 km/h. Om vintern förekommer att den samlas i mindre grupper men under parningstiden tillåter inget par andra älgar i närheten. Det förekommer häftiga strider mellan tjurarna om älgkon, men oftast räcker hotfullt beteende för att skrämma iväg en svagare motståndare.

### Föda
Älgen är en idisslare. Huvudsaklig föda är på sommaren blad, skott och mindre kvistar av bland annat asp, sälg, rönn, ek och björk. Näckrosrötter är en viktig del i dieten och anses framförallt i Nordamerika tillgodose behovet av mineralämnen.
På hösten ingår även blåbärsris i dieten, även havre och andra grödor på från odlade fält kan falla älgen i smaken. Under vintern är det tallris, enris och kvistar av de tidigare nämnda lövträden som utgör menyn. Om snöförhållandena tillåter äter älgen även bärris och ljung på vintern. Vissa älgar får smak för tallbark, vilket kan orsaka problem för skogsbruket om flera älgar hittar samma tallplantering. Älgar söker sig gärna till uppväxande hyggen och kraftledningsgator för att beta, eftersom betet där finns i större mängd på bekväm höjd för älgen. Svenska och norska forskare ha med hjälp av kameramärkta älgar kunnat visa att de också är koprofager.

### Fortplantning
Kornas brunst börjar i slutet av september, men desto senare ju längre norrut man kommer. Parningen sker på hösten och sen följer en dräktighet på åtta månader (230–240 dygn). Kalvarna föds vanligen i maj eller juni. Ofta är det en kalv men tvillingar är inte sällsynta. Kalvarna stannar ett år vid kon innan hon stöter bort dem.

### Predatorer
En fullvuxen älg har få fiender, men en vargflock kan utgöra ett hot, speciellt för kor med kalvar. Sibirisk tiger och brunbjörn kan också döda älgar, men björnar tar oftare över kadaver som dödats av vargar eller dödar unga kalvar. I Nordamerika kan svartbjörn och puma utgöra betydande predatorer på kalvar under perioden maj till juni. Späckhuggare har också dokumenterats döda älgar.

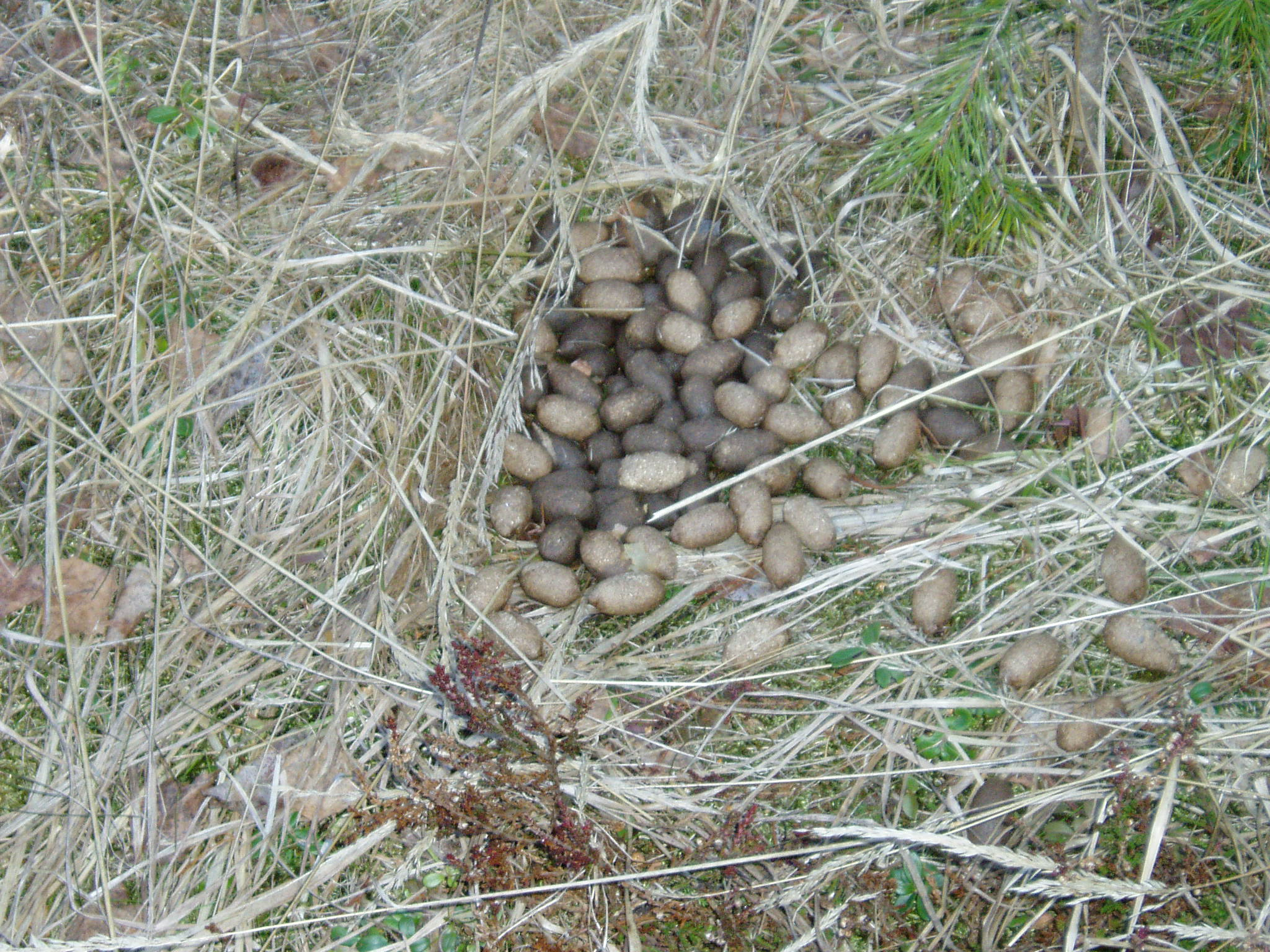
Älgspillning som legat en kortare tid.
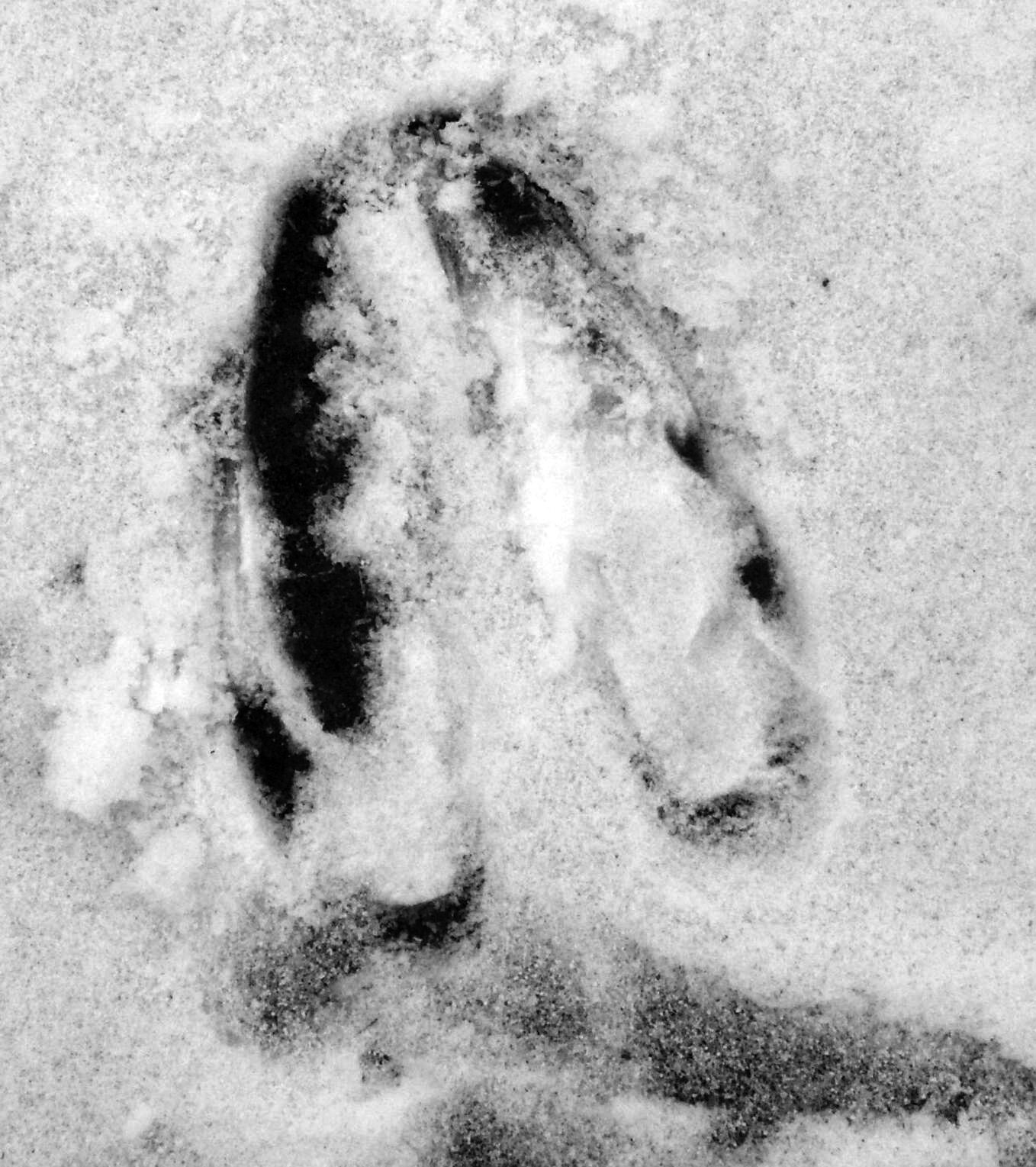
Älgspår i snö.
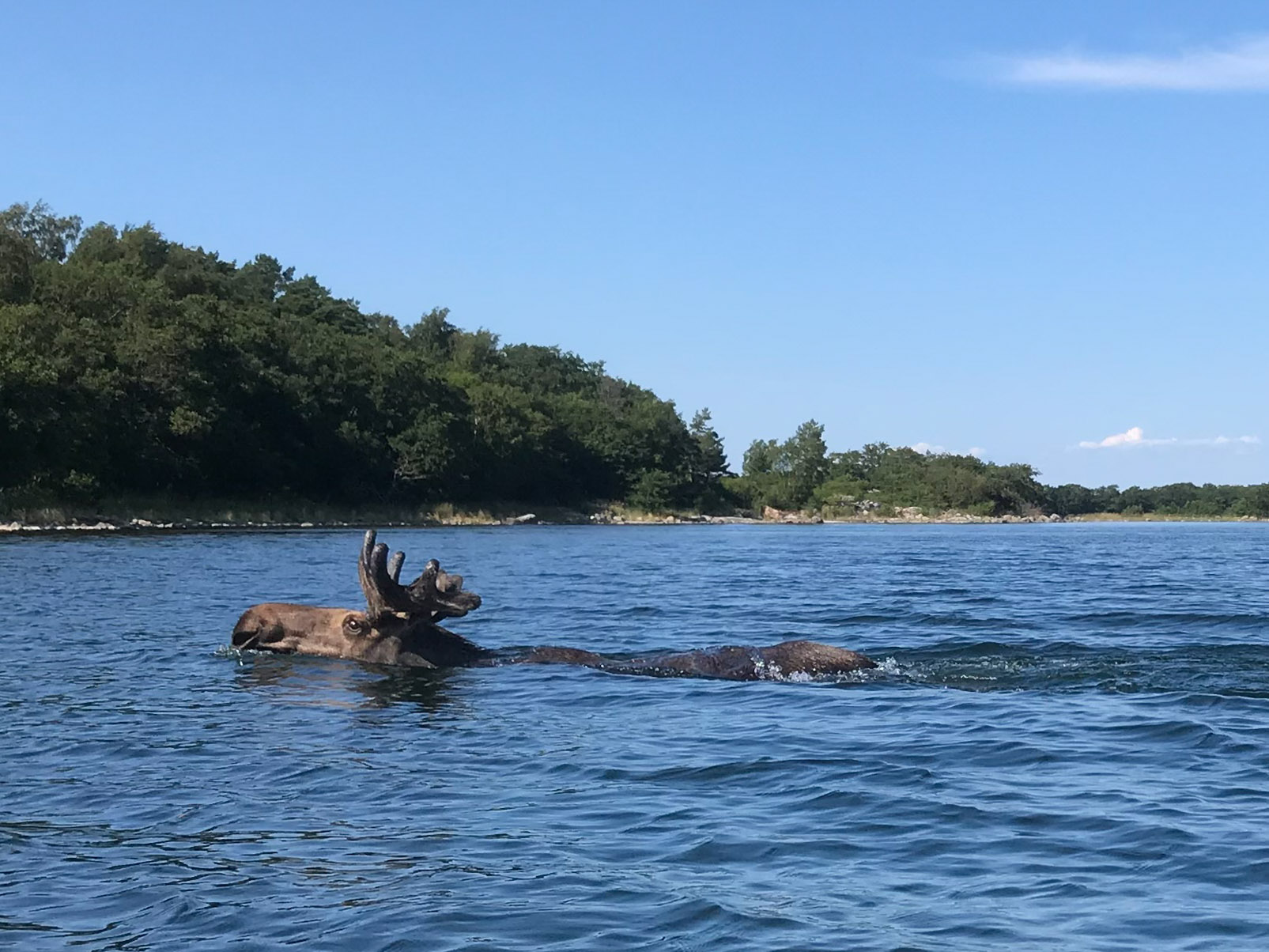
Simmande älg vid Älveskär i Nagu i Skärgårdshavet, över 40 km från fastlandet
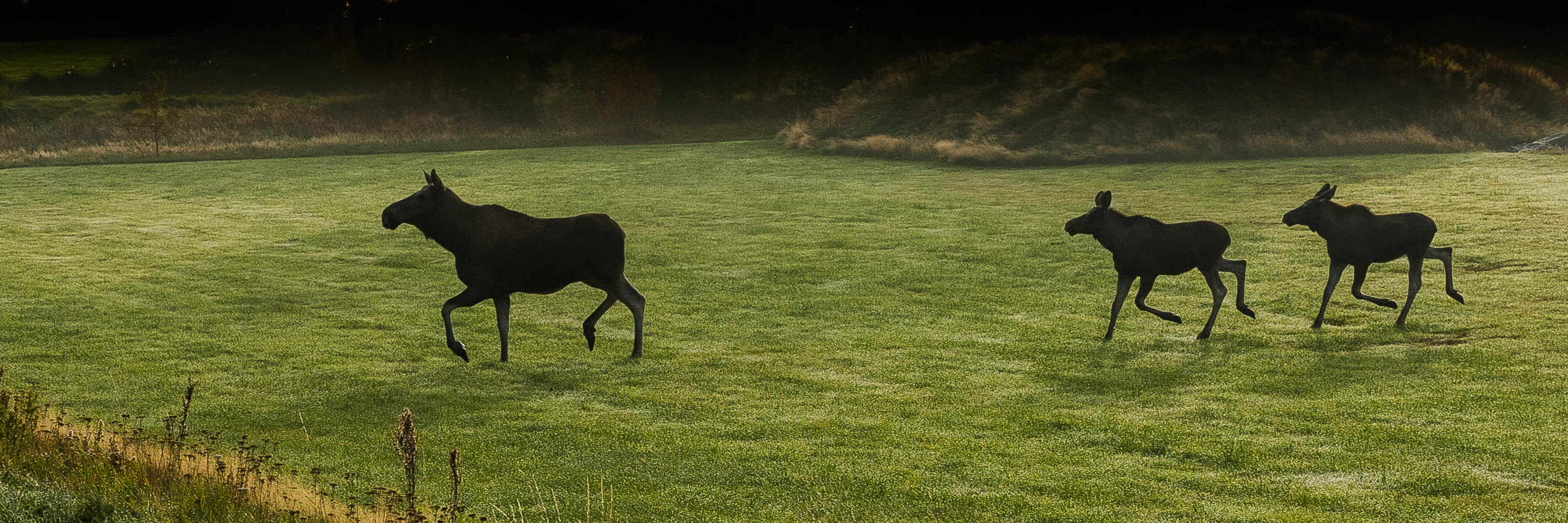
Älg med kalvar
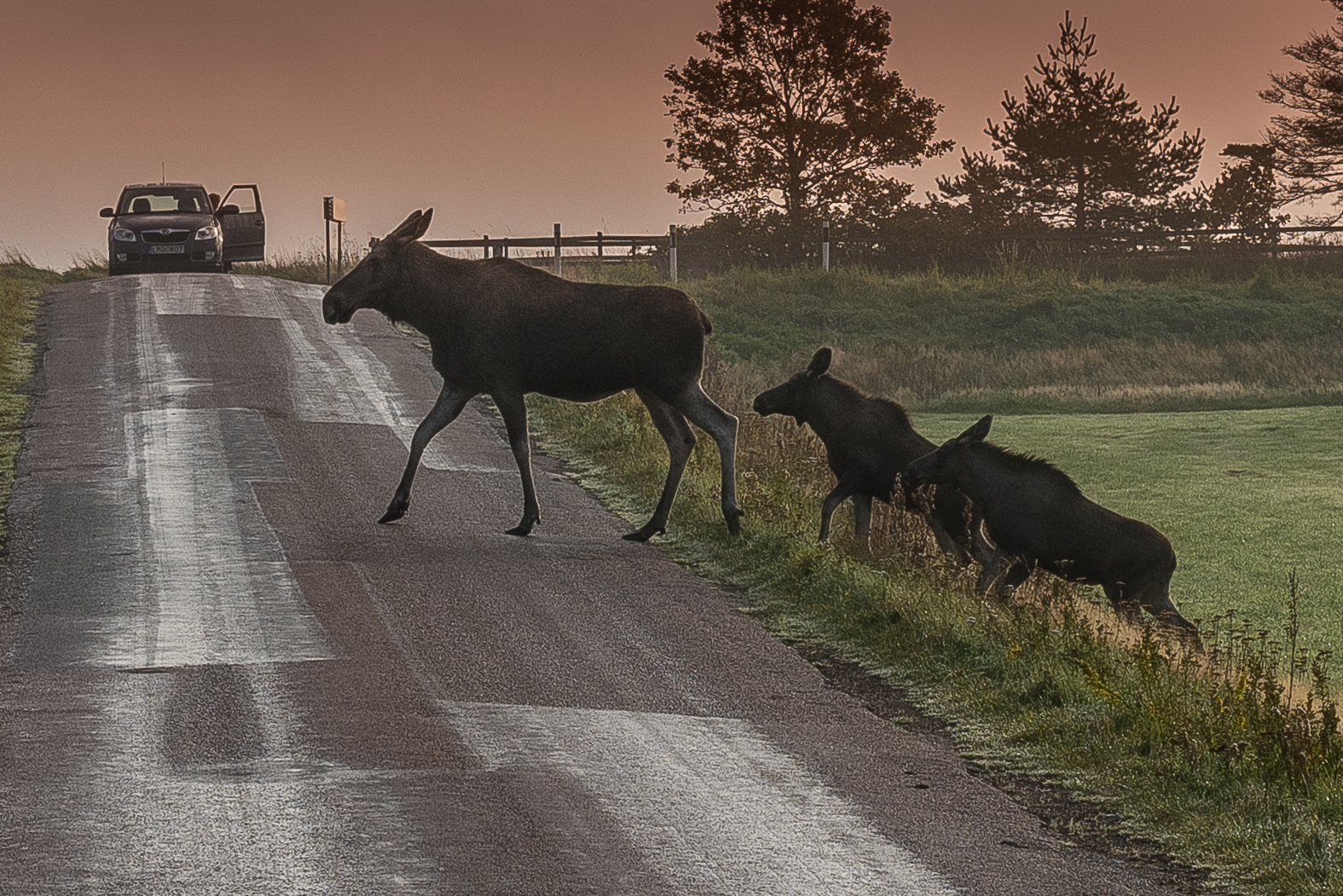
Älg med kalvar

## Älgar och människor

### Namn

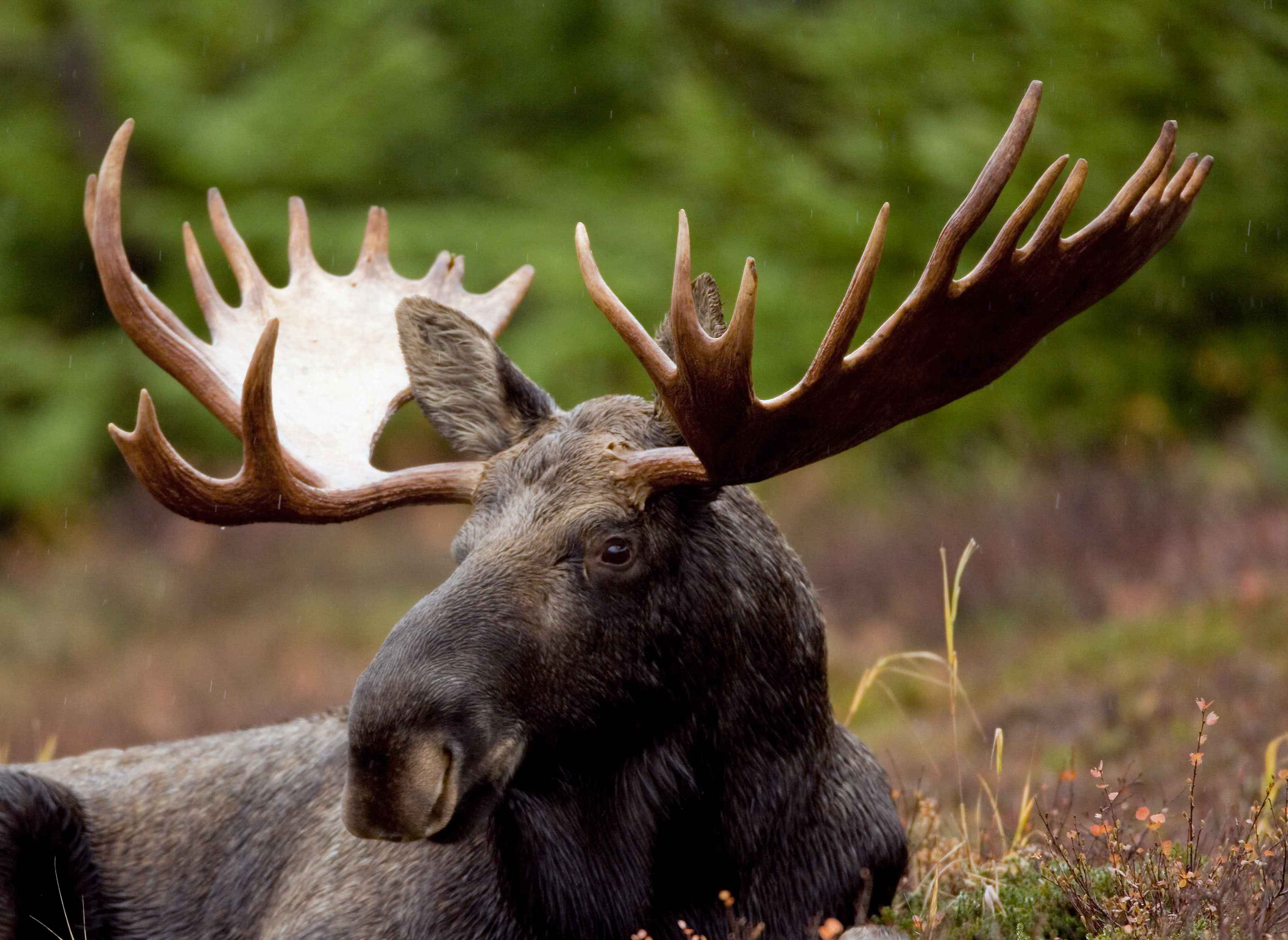
”Skogens konung”, 'älgen', med horn som en kungakrona.

Hanen benämns som tjur (dialektalt även oxe) och honan som ko. En ko som ännu ej fött någon avkomma (kalv) kallas för kviga. I Sverige och Finland kallas älgen ibland för ”skogens konung”, då älgtjurens horn ofta efterliknar en kungakrona.
Det vetenskapliga släktnamnet (Alces) är bildat av det latinska ordet för älg.

### Status och hot
Det finns omkring 500 000 europeiska älgar i Central- och Nordeuropa (utan Ryssland) samt mellan 0,5 och 1 miljon individer i Kanada och angränsande regioner. Arterna listas därför av IUCN som livskraftig (Least Concern). Underarten amurälg (Alces americanus cameloides) anses däremot av IUCN vara nära hotad (nt).
Populationerna av europeisk respektive amerikansk älg i Kanada och Ryssland är de största, med uppskattningsvis 1 miljon älgindivider i vardera land sommartid, enligt en sammanställning av Skogforsk. Därnäst följer Sverige med en siffra på 263 000 individer (en minskning från 500 000 under sent 1900-tal). Avskjutningen är högst i Kanada, Sverige och Ryssland, med snitt från senare år på omkring 74 000, 73 000, respektive 60 000 älgar totalt – licensjakten i Ryssland omfattar 30 000 älgar, men tjuvjakten uppskattas vara lika stor.
Trots att älgstammen i landet minskat mellan 1980- och 2020-talet, så är Sverige enligt Skogforsk ändå det älgtätaste landet i världen, gällande båda arter – mätt i älgar per skogsareal, tätt följt av delstaten Maine i USA och Litauen. Därefter kommer Lettland, Norge och Estland. Tätheten är lägre i Finland, Alaska i USA och Kanada, och sist Ryssland. Avskjutningen per skogsareal för båda arterna var 2023 högst i Sverige och Norge, tätt följda av Lettland, Estland och Litauen samt Finland – året innan var den litauiska avskjutningen mycket mindre.

### Älgjakt

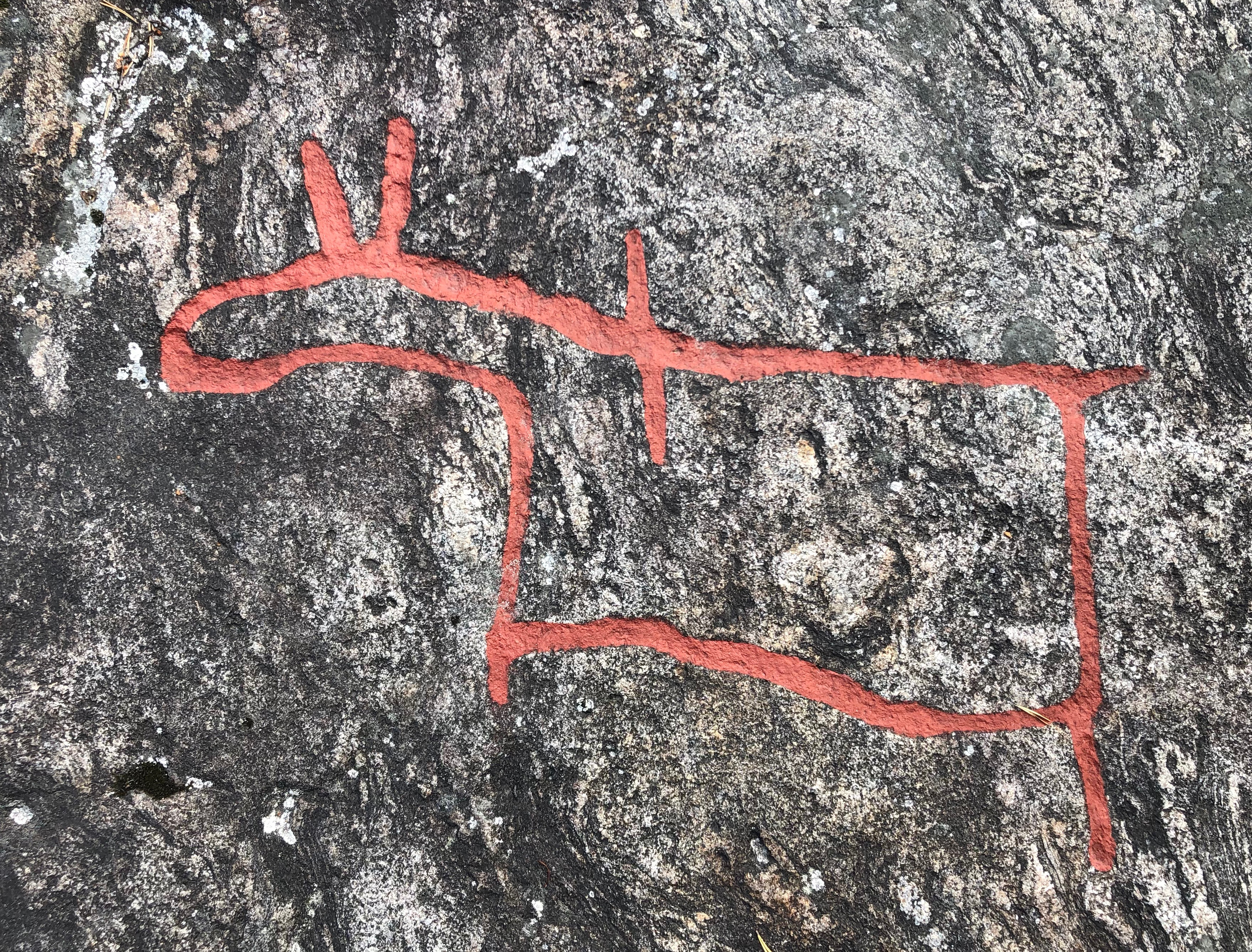
Hällristningar i Norrfors vid Umeälven. Ristningarna tros vara utförda av jägare under perioden 3000–2000 f.Kr. och de flesta figurer föreställer älgar.

Jakt på älgar förekom under forntiden. Bilder i grottor visar också älgar bredvid andra djur. Den första beskrivningen av älgen finns i boken De Bello Gallico av Julius Caesar, men det är mest en samling av skrönor. Han påstår till exempel att älgen inte har några leder i benen, så att det är omöjligt för djuret att resa sig upp efter ett fall. Han nämner även att älgen har speciella sovträd som de lutar sig mot på nätterna. En populär jaktteknik skulle ha varit att leta upp sovträdet, såga ett jack i trädet och vänta till dess älgen kommer och ska sova. Då går trädet av och jägaren har då bara att döda älgen.
Tjurarnas hornkronor är av tradition viktiga troféer för jägarna. Ju fler taggar hornkronan har desto högre status ger trofén. Hornkronorna och även själva djuren benämns därför som till exempel tolvtaggare. Taggantalet beräknas på det horn som har flest taggar. Har båda hornen sex taggar är det en jämn tolvtaggare, har det ena hornet sex taggar och det andra fem eller kanske fyra rör det sig om en udda tolvtaggare. Det existerar alltså inga elvataggare. I norra Sverige börjar älgjakten första måndagen i september och i södra Sverige andra måndagen i oktober.

### Domesticering
Man har gjort försök att tämja älg, framför allt i Ryssland. Under 1700-talet uppkom i Sverige en debatt om och hur älgar kan användas som dragdjur i gruvdriften eller för att befordra post. De första dokumenterade tämjningsförsöken gjordes av författaren och lantbrukaren Isak af Darelli, där han lyckades med en tjur till postbefordran men liknande försök med älgkor misslyckades. I början av 1800-talet var älg-kavalleri påtänkt, men det stupade på att älgstammen blivit i det närmaste utrotad genom att jakten avreglerades under Gustav III, och därefter fanns inga nya domesticeringsexperiment. Enligt Sune Björklöf är de flesta berättelser om älgar som riddjur skönlitteratur och saknar historiskt fundament. Dock finns undantag, såsom älgen Stolta och en femte generationens älgfarm Pechero-Illycher-reservatet i norra Uralbergen där omkring 450 djur producerar kött och mjölk. I Europa finns det hägn som håller älgar, som zoologiska trädgårdar. Exempelvis finns det över 20 parker i Sverige där man håller älgar för visning.

### Älgen i kulturen
Älgen är Jämtlands landskapsdjur.

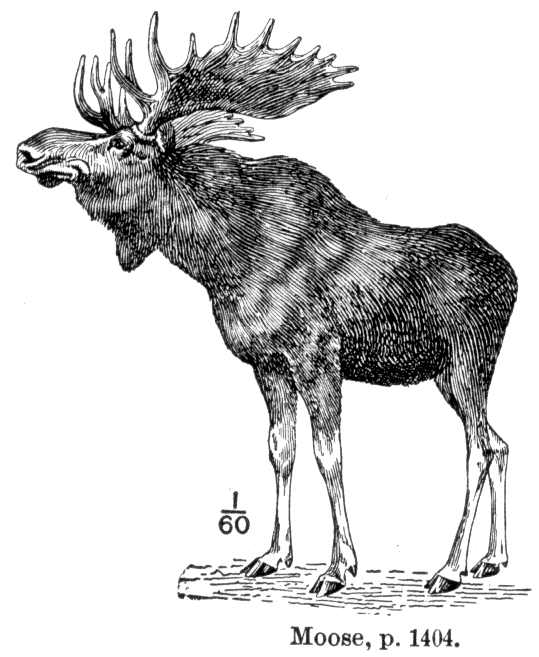
Grafisk återgivning av älg.

I Sverige finns en seriefigur som är en älg och heter Hälge och i Kanada finns ett bryggeri som heter Moosehead Breweries. Älgar förekommer på James & Karins album Barnlåtar (1974) och Djurens brevlåda (1976). I Härnösand finns idrottsföreningen Älgarna-Härnösand IF.
Referenser till älgar är också vanliga i Sune- och Bertböckerna av Anders Jacobsson och Sören Olsson, till exempel den påstådda "Monsterälgen" som Sune och Joakim är rädda för när de övernattar i den träkoja de byggt i familjen Anderssons trädgård i Självklart, Sune.